# セイリーン郡 (ミズーリ州)
セイリーン郡（英: Saline County）は、アメリカ合衆国ミズーリ州の中央部北西、ミズーリ川の南岸に位置する郡である。2010年国勢調査での人口は23,370人であり、2000年の23,756人から1.6％減少した。郡庁所在地はマーシャル市（人口13,065人）であり、同郡で人口最大の都市でもある。セイリーン郡は1820年11月25日に組織化され、郡名は地域にある塩分を含んだ泉に因んで名付けられた。

## 歴史
セイリーン郡1820年11月25日に組織化され、郡名は地域で発見された岩塩鉱山に因んで名付けられた。この地域は昔からミズーリ族インディアンの居住地だったが、その後居留地に移転させられた。
地域には主にケンタッキー州、テネシー州、バージニア州といったアップランドサウスと呼ばれる地域から移住してきた開拓者が入った。直ぐにテネシー州中部やケンタッキー州で栽培していた麻やタバコの栽培を始めた。南部の文化や伝統を持ち込んだのでリトル・ディキシーと呼ばれるようになった。南北戦争が始まったときに郡人口の3分の1はアフリカ系アメリカ人であり、その大半は労働集約型のタバコ・プランテーションで働く奴隷労働者だった。

## 地理
アメリカ合衆国国勢調査局に拠れば、郡域全面積は764.59平方マイル (1,980.3 km2)であり、このうち陸地755.55平方マイル (1,956.9 km2)、水域は9.04平方マイル (23.4 km2)で水域率は1.18％である。

### 主要高規格道路
- 州間高速道路70号線
- アメリカ国道40号線
- アメリカ国道65号線
- ミズーリ州道20号線
- ミズーリ州道41号線
- ミズーリ州道127号線
- ミズーリ州道240号線

### 隣接する郡
- キャロル郡 - 北西
- チャリトン郡 - 北東
- ハワード郡 - 東
- クーパー郡 - 南東
- ペティス郡 - 南
- ラファイエット郡 - 西

### 国立保護地域
- ビッグマディ国立魚類野生生物保護区（部分）

## 人口動態
以下は2000年の国勢調査による人口統計データである。
| 基礎データ - 人口: 23,756人 - 世帯数: 9,015 世帯 - 家族数: 6,013 家族 - 人口密度: 12人/km2（31人/mi2） - 住居数: 10,019軒 - 住居密度: 5軒/km2（13軒/mi2） 人種別人口構成 - 白人: 90.03% - アフリカン・アメリカン: 5.39% - ネイティブ・アメリカン: 0.31% - アジア人: 0.35% - 太平洋諸島系: 0.21% - その他の人種: 2.09% - 混血: 1.62% - ヒスパニック・ラテン系: 4.42% 先祖による構成 - ドイツ系：28.7％ - アメリカ人：18.2％ - イギリス系：9.8％ - アイルランド系：9.3％ 年齢別人口構成 - 18歳未満: 24.3% - 18-24歳: 12.0% - 25-44歳: 25.2% - 45-64歳: 22.3% - 65歳以上: 16.3% - 年齢の中央値: 37歳 - 性比（女性100人あたり男性の人口） - 総人口: 96.1 - 18歳以上: 93.7 | 世帯と家族（対世帯数） - 18歳未満の子供がいる: 30.6% - 結婚・同居している夫婦: 51.4% - 未婚・離婚・死別女性が世帯主: 10.3% - 非家族世帯: 33.3% - 単身世帯: 28.2% - 65歳以上の老人1人暮らし: 14.6% - 平均構成人数 - 世帯: 2.45人 - 家族: 2.97人 収入と家計 - 収入の中央値 - 世帯: 32,743米ドル - 家族: 39,234米ドル - 性別 - 男性: 27,180米ドル - 女性: 19,431米ドル - 人口1人あたり収入: 16,132米ドル - 貧困線以下 - 対人口: 13.2% - 対家族数: 10.5% - 18歳未満: 18.9% - 65歳以上: 8.6% |

## 都市と町
| - アロウロック - ブラックバーン - エンマ | - ギリアム - グランドパス - マルタベンド | - マーシャル - 郡庁所在地 - マイアミ - マウントレナード | - ナプトン - ネルソン - スレイター | - スウィートスプリングス |

## 教育
郡内の高等教育機関としては、マーシャル市に、私立4年制長老派教会の大学であるミズーリバレー・カレッジがある。

## 政治

### 地方
セイリーン郡の地方レベルでは民主党が大半の政治を支配しており、郡の選挙で選ばれる役職は4人を除いて独占している。

### 国政

#### 2008年大統領予備選挙
2008年の大統領予備選挙で、セイリーン郡は共和党のジョン・マケインと民主党のヒラリー・クリントンを選んだ。民主党の予備選挙ではヒラリー・クリントンが1位となり、さらに共和党予備選挙で各候補に投じられた総投票数よりも多かった。